# Studienbuch
Ein Studienbuch ist ein Dokument, das den Verlauf eines Studiums an einer Universität oder anderen Hochschule dokumentiert. 

## Funktion

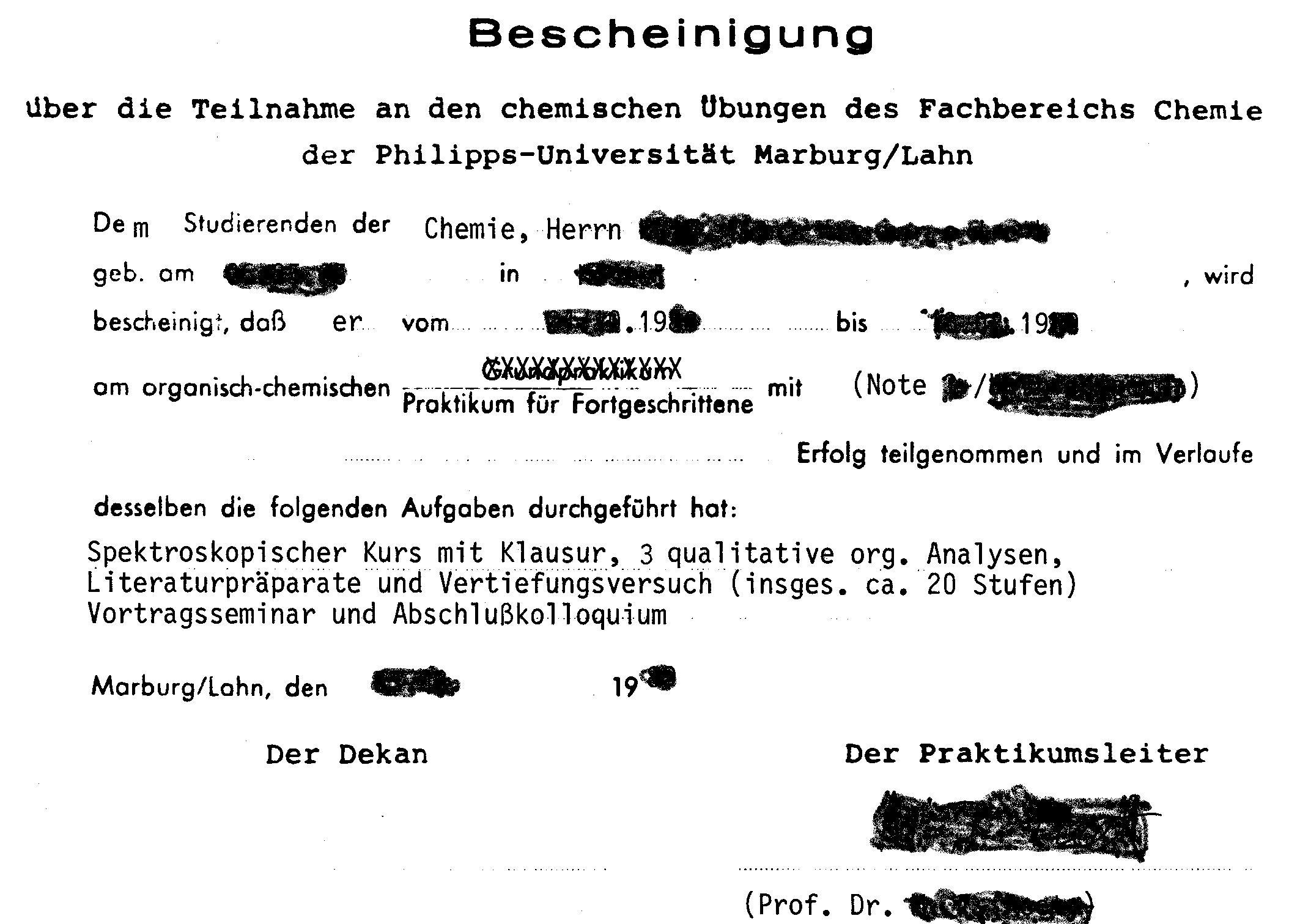
Beispiel für einen Schein aus dem Ende des 20. Jahrhunderts

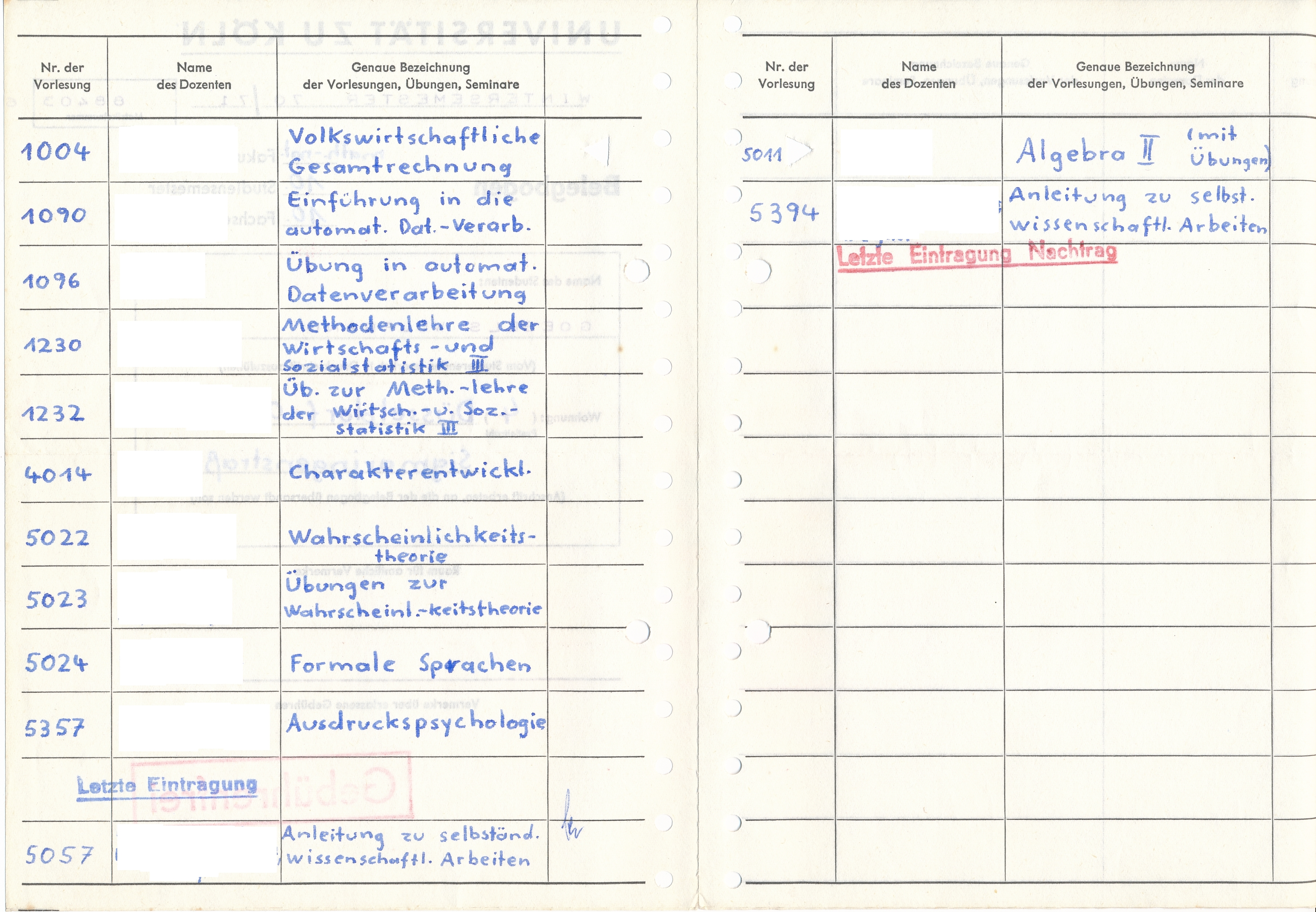
Belegbogen der Universität Köln aus den 1960er Jahren

Ein Studienbuch gibt Auskunft über Beginn, Studiengänge, eventuelle Fachwechsel, Beurlaubungen und Exmatrikulation. Es dient als Nachweis über die Studienzeit, zum Beispiel beim Hochschulwechsel, und wird teilweise von Rentenversicherungsträgern zur Berechnung eventueller Ansprüche verwendet. In einigen Studiengängen verlangen die Prüfungsämter die Vorlage des Studienbuches bei der Meldung zu (Abschluss-)Prüfungen.
An manchen Hochschulen wird bei der Immatrikulation ein vorgefertigtes Heft als Studienbuch ausgegeben, an anderen besteht es lediglich aus losen Seiten, meist im Format DIN A5. 
Das Führen eines Studienbuches war früher für jeden Studenten verpflichtend, geschieht heute jedoch überwiegend freiwillig. Die Einführung der Bachelor/Master-Strukturen nutzen viele Hochschulen, um die Studienbücher abzuschaffen. Der Studienverlauf wird dann elektronisch dokumentiert.

## Bestandteile
Bestandteile eines Studienbuches sind zunächst Studienbuchblätter bzw. Semester-Abschnitte oder Semesterbögen, die zu Beginn jedes Semesters ausgegeben werden und neben der Bezeichnung des Semesters Auskunft geben über Name, Matrikelnummer, Studiengang und Fächerkombination. Sie gleichen oft den ebenfalls semesterweise ausgegebenen Studienbescheinigungen.
Weiter sind Belegbögen Bestandteile des Studienbuches. Darin werden die Veranstaltungen dokumentiert, die im jeweiligen Semester besucht worden sind, um die nach der jeweiligen Studienordnung erforderlichen Semesterwochenstunden (SWS) nachzuweisen. Dies geschieht heute in eigener Verantwortung der Studenten; früher waren teilweise amtliche Belegverfahren vorgesehen. Darüber hinaus dient das Studienbuch der Aufbewahrung der erworbenen Teilnahme- und Leistungsnachweise.
Auch wenn die Hochschulen zunehmend dazu übergehen, Studienbücher abzuschaffen, kann ein Studienbuch sinnvoll sein, um auch nach Abschluss des Studiums eine Übersicht der besuchten Veranstaltungen zu haben, zumal wenn über die Anforderungen der Prüfungsordnung hinaus Leistungen erbracht werden.